# Raymond Moralès
 (septembre 2012).
Si vous disposez d'ouvrages ou d'articles de référence ou si vous connaissez des sites web de qualité traitant du thème abordé ici, merci de compléter l'article en donnant les références utiles à sa vérifiabilité et en les liant à la section « Notes et références ».
Raymond Moralès, né le 22 juillet 1926 à Martigues (Bouches-du-Rhône) et mort le 22 juillet 2004 à Port-de-Bouc,, est un sculpteur français.

## Biographie
Raymond Moralès est d'origine espagnole par son père.
Il a appris le travail du fer avec son père aux chantiers navals de Port-de-Bouc. On trouve son ancien terrain qui est une sorte de musée à ciel ouvert, route des Pins à Port-de-Bouc, mais cet endroit est fermé depuis 2007, Moralès créa et sculpta  des sculptures métalliques de 30 cm à 4 mètres de haut, avec toutes sortes de pièces trouvées ici et là. Il représenta des figures grotesques ou fantastiques, des couples d'amoureux, des scènes érotiques ou décalées. Un bestiaire humain sorti de l'imagination de l'artiste...